# Paris-Oostende
Paris-Oostende est une ancienne course cycliste belge, organisée de 1892 à 1906 entre la Capitale française et la ville d'Ostende située en région flamande dans la province de Flandre-Occidentale. 

## Palmarès
| Année | Vainqueur                 | Deuxième           | Troisième      |
| ----- | ------------------------- | ------------------ | -------------- |
| 1892  | Henri-Gaston Trentelivres | Léon Berthier      | Greuz          |
| 1893  | Jules Dubois              | Lucien Lesna       | Louis Méline   |
| 1896  | Jules Dubois              |                    |                |
| 1906  | François Verstraeten      | Maurice Bardonneau | Robert Dorange |